# نیکولو اسپروتو
نیکولو اسپروتو (انگلیسی: Nicolò Sperotto؛ زادهٔ ۳۰ مارس ۱۹۹۲) بازیکن فوتبال اهل ایتالیا است.
از باشگاه‌هایی که در آن بازی کرده‌است می‌توان به باشگاه فوتبال کارپی، باشگاه فوتبال رجانا، و باشگاه فوتبال تورینو اشاره کرد.